# Chamaecrista desvauxii
Chamaecrista desvauxii är en ärtväxtart som först beskrevs av Louis-Théodore-Frédéric Colladon, och fick sitt nu gällande namn av Ellsworth Paine Killip. Chamaecrista desvauxii ingår i släktet Chamaecrista och familjen ärtväxter. IUCN kategoriserar arten globalt som livskraftig.

## Underarter
Arten delas in i följande underarter:
- C. d. brevipes
- C. d. chapadicola
- C. d. circumdata
- C. d. desvauxii
- C. d. graminea
- C. d. langsdorffii
- C. d. latifolia
- C. d. latistipula
- C. d. linearis
- C. d. malacophylla
- C. d. modesta
- C. d. mollissima
- C. d. peronadenia
- C. d. piptostegia
- C. d. pirebebuiensis
- C. d. saxatilis
- C. d. triumviralis

## Bildgalleri

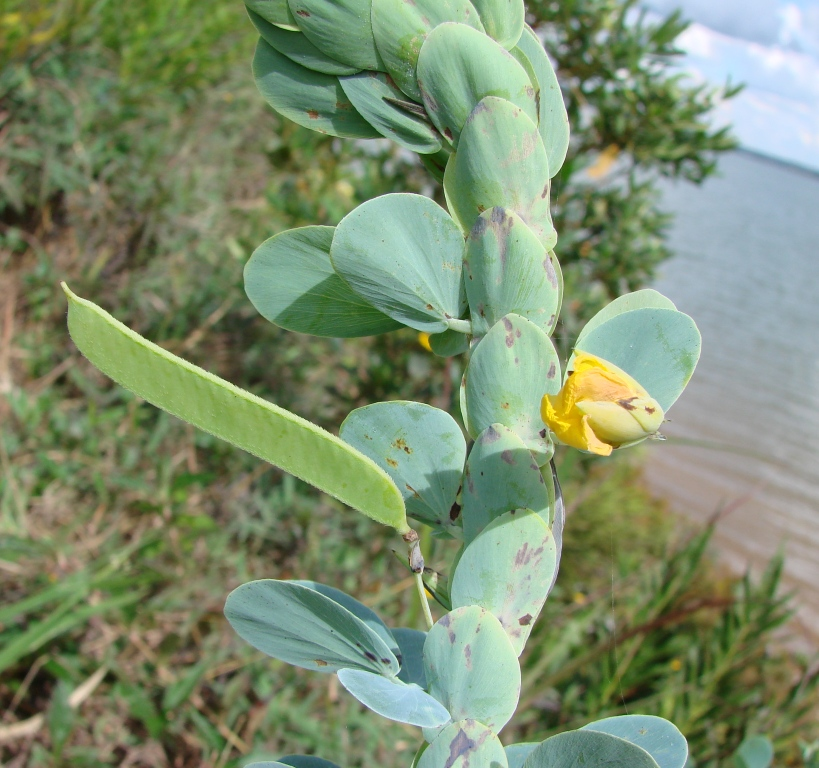